# Aqueronte
El río Aqueronte o Aquerón (en griego: Ἀχέρων, -οντος; en latín: Achĕron,  -ontis; «río del dolor») está situado en el Epiro, región noroccidental de Grecia. Nace cerca de la ciudad de Zotiko, en el suroeste de la unidad periférica de Ioánina, atraviesa las unidades periféricas de Tesprotia y Préveza, y desemboca en el Mar Jónico formando el delta del pueblo Ammoudiá, cerca de Parga.
Durante la antigüedad el río Aqueronte, aún llamado Aquerón, se unía con su afluente, el río Cocito, en el lago llamado Aquerusia (Αχερουσία), hoy desaparecido por desecación. Muy cerca del antiguo lago se encuentran las ruinas del yacimiento arqueológico del famoso Necromantío (en griego, Νεκρομαντείο), que significa 'Oráculo de los muertos' y la ciudad más antigua del Epiro, la micénica Éfira, en la colina del pueblo llamado Mesopótamo, cerca de Parga en el continente y frente a la isla Corfú.
Los griegos asentados en Italia identificaban el lago en el que desembocaba el Aqueronte con el lago Averno. Se creía que otra bifurcación del Aqueronte emergía en el cabo Aquerusia (hoy llamado Eregli, en Turquía) y fue avistado por los Argonautas según Apolonio de Rodas.

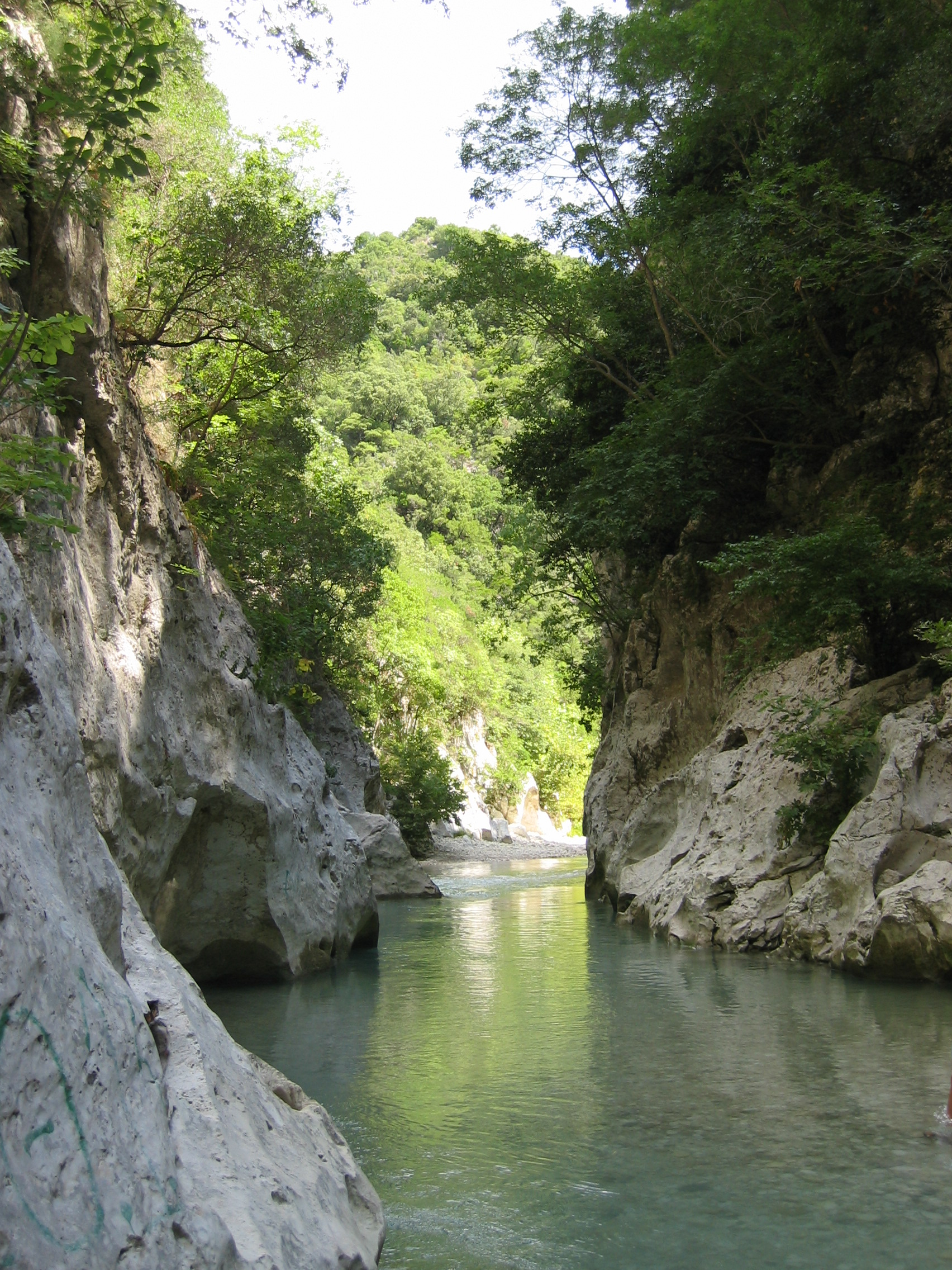
El río Aqueronte, en Epiro.

## En la mitología
Los poemas homéricos describen el Aqueronte como un río del Hades, en el que desembocaban las corrientes del Flegetonte y el Cocito, que brota del Estigia. Virgilio, en cambio, dice que el Aqueronte es el principal río del Tártaro, del que nacen el Estigia y el Cocito. Aunque no es la versión más extendida, en la Suda se lee que las aguas del Aqueronte son curativas y no un lugar de tormento.
Aqueronte puede traducirse como 'río del dolor' (en griego; ἄχεα ῥέων) y debido a esto se creía que era una bifurcación del río Aqueronte del inframundo, descrito por la mitología griega como un pantano insalubre dentro de un paisaje desolado, donde el barquero Caronte llevaba las almas de los recién fallecidos hasta el dominio de Hades. Aqueronte era uno de los cinco ríos del inframundo, morada de los muertos y de los espíritus. Se cuenta que en sus aguas todo se hundía salvo la barca de Caronte, que accedía a pasar las almas de los difuntos a cambio del óbolo o de monedas de ceniza que se ponían a los muertos en los ojos para pagarle la travesía.

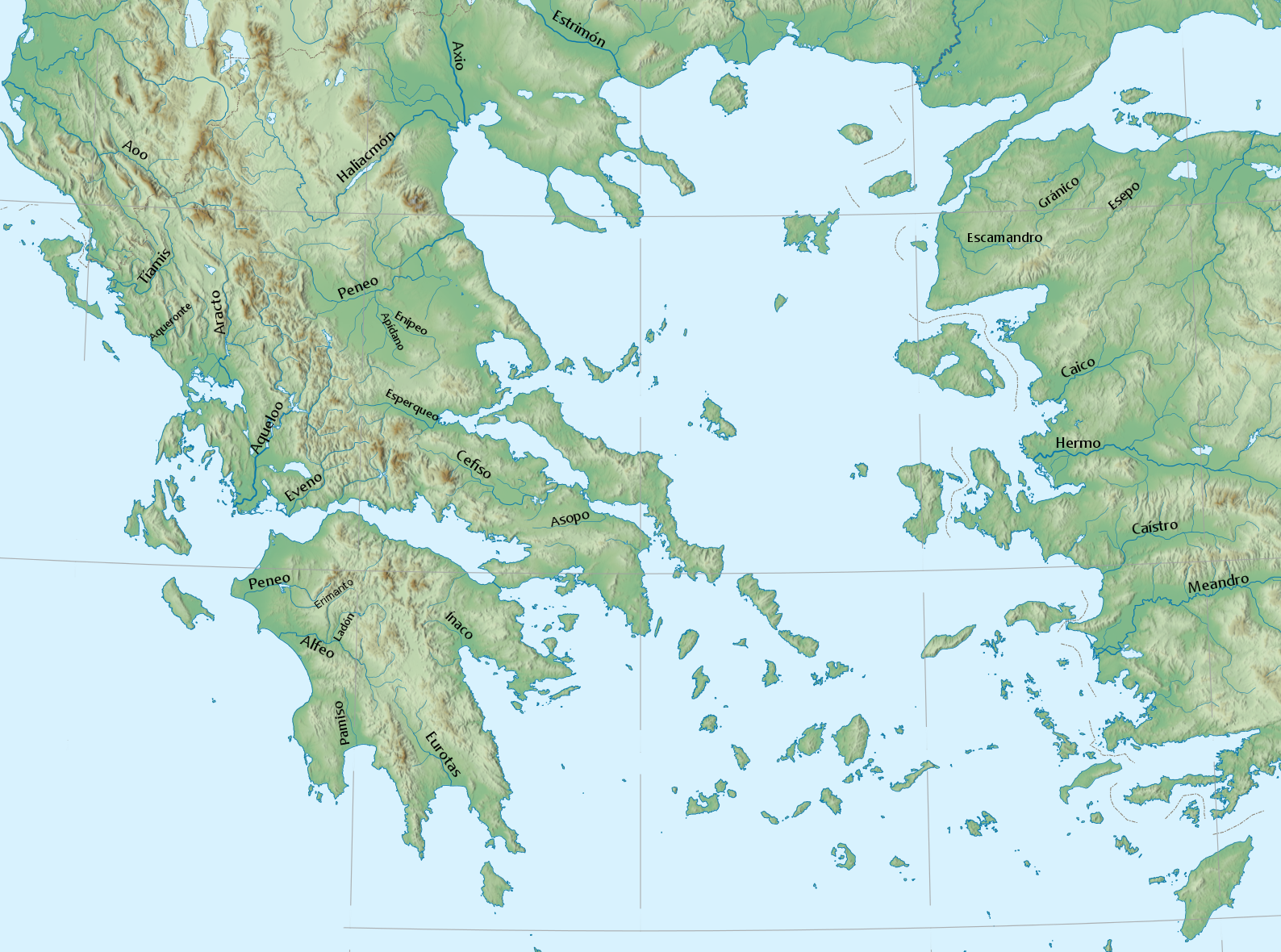
Mapa de los ríos de la Antigua Grecia. Aqueronte personificaba el río de su mismo nombre, que discurre por la parte occidental de Grecia y desemboca en el mar Jónico.

La Teogonía dice que los tres mil dioses fluviales son hijos de los titanes Océano y Tetis, aunque no se menciona individualmente a Aqueronte. Una tradición tardía hace de él un hijo de Helios y de Deméter o Gea; condenado a permanecer bajo el suelo en castigo de una antigua falta: durante el combate entre los olímpicos y los titanes, Aqueronte se había avenido a dar de beber a estos, sedientos por el esfuerzo de la batalla. Con Orfne, Gorgira o acaso Estige, Aqueronte había engendrado a Ascálafo, el joven a quien Deméter (Dimitra) transformó en búho. Otros dicen que Mormólice, con quienes las madres asustan a sus hijos, fue su nodriza. Incluso otros dicen que Aqueronte fue el padre de Estige e incluso de la unión incestuosa entre padre e hija nació la Victoria (Nike). Boccaccio dice que Aqueronte, hijo de Ceres, fue padre de seis hijos: Alecto, Tisífone, Megera, Victoria, Ascálafo y Estige.
En el comienzo del río existe una roca, citada en el canto X de la Odisea, a la que acude Odiseo para invocar a Tiresias. 
Platón en su Fedón identificaba el Aqueronte como el segundo mayor río del mundo, sobrepasado solo por el Océano. Afirmaba que el Aqueronte corría en dirección opuesta desde el Océano por debajo de la tierra, bajo lugares desérticos.
En el Aqueronte del inframundo desembocaban los ríos Flegetonte y Cocito; considerado este como una derivación de la misma laguna Estigia, es un río casi estancado, sus orillas son fangosas y están recubiertas de cañaverales.
La palabra se usa también ocasionalmente como una metáfora del propio Hades.
En el «Infierno» de la Divina comedia se cuenta como Dante y Virgilio cruzan en la barca de Caronte este río, situado en los límites del Infierno.